# San Cesareo
San Cesareo là một đô thị ở tỉnh Roma của Ý. Đô thị này có diện tích 22 km2, dân số năm 2001 là 9441 người.
San Cesareo giáp các đô thị: Colonna, Monte Compatri, Palestrina, Rocca Priora, Zagarolo
Đô thị này có các làng ngoại vi: Campo Gillaro, Colle Noce, Colle San Pietro, La Vetrice.